# Borstelbloemvlieg
De borstelbloemvlieg (Chirosia crassiseta) is een vliegensoort uit de familie van de bloemvliegen (Anthomyiidae). De wetenschappelijke naam van de soort is voor het eerst geldig gepubliceerd in 1908 door Stein.